# Banské (dopływ Lúžňanki)

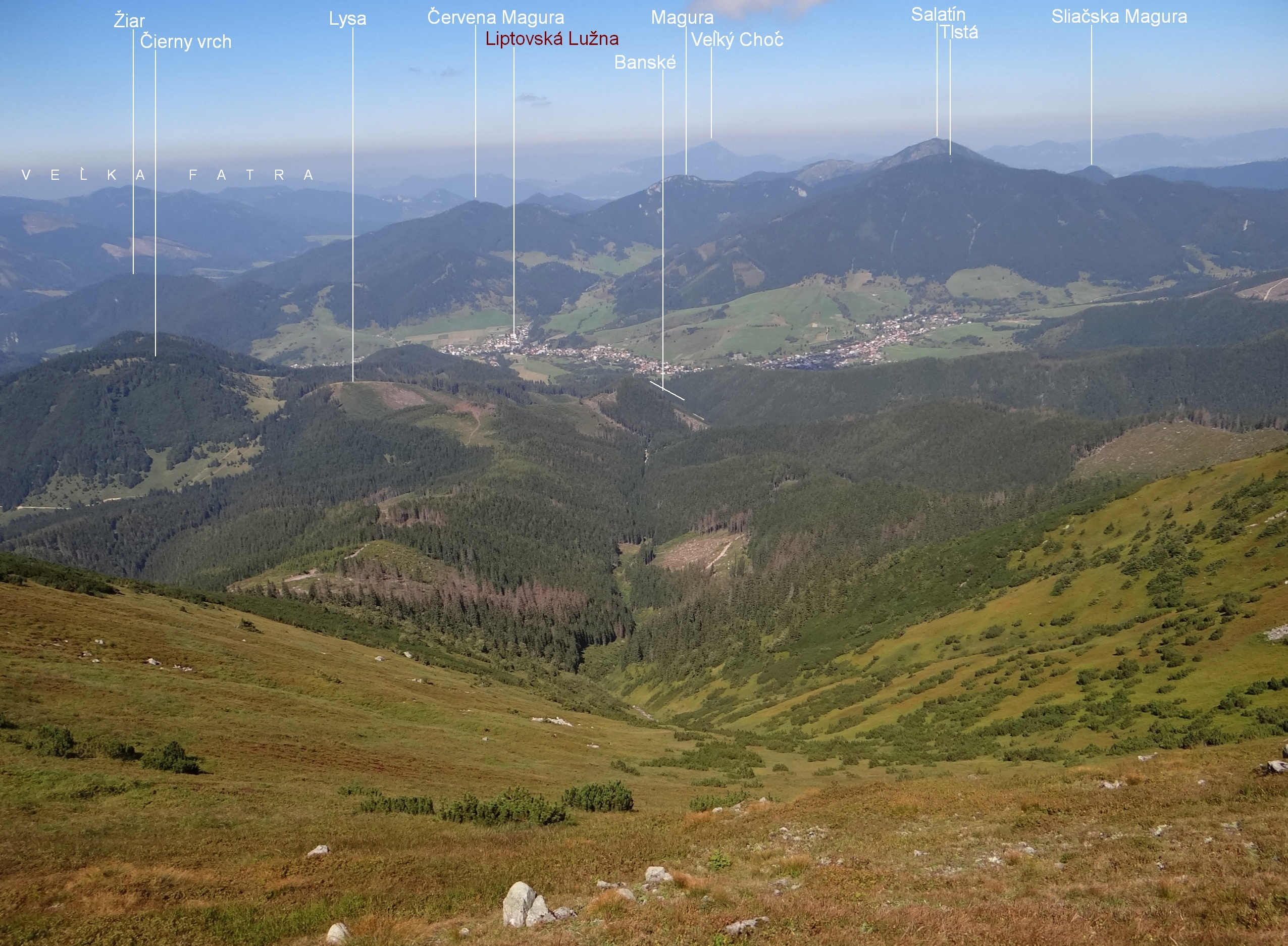
Widok na dolinę potoku Banské ze szczytu Veľká Chochuľa

Banské – potok na Słowacji, lewy dopływ potoku Lúžňanka. Ma 9 źródeł w lejach źródliskowych na północnych stokach grani głównej Niżnych Tatr między szczytami Veľká Chochuľa (1753 m) i Skalka (1549 m). Najwyżej położone z tych źródeł znajduje się na wysokości około 1570 m. Wypływające ze źródeł cieki stopniowo łączą się z sobą i od wysokości około 890 m potok spływa już jednym korytem dość głęboką dolina wciosową w kierunku północno-zachodnim. Dolina ma nazwę Banské i jest odgałęzieniem Lużniańskiej Kotliny (Lúžňanská kotlina). Większa część zlewni potoku Banské znajduje się na obszarach porośniętych lasem, tylko w końcowym odcinku swego biegu potok płynie przez pola uprawne miejscowości Liptovská Lúžna. Uchodzi do Lúžňanki w zabudowanym obszarze tej miejscowości, w pobliżu kościoła, na wysokości około 690 m.